# Ranuccio I de Parma
Ranuccio I Farnese o Ranuccio I de Parma (Parma, Ducat de Parma 1569 - íd. 1622) fou el 4t Duc de Parma, càrrec que va ocupar entre 1592 i 1622.

## Orígens familiars
Va néixer el 28 de març de 1569 a la ciutat de Parma, sent el segon fill del duc Alexandre I de Parma i Maria de Portugal. Fou net per línia paterna de Pere Lluís I de Parma i Gerolama Orsini, i per línia materna d'Eduard de Portugal i Isabel de Bragança.
Va morir el 5 de març de 1622 a la ciutat de Parma.

## Tron de Portugal
La mort el 1580 del seu besoncle el rei Enric I de Portugal sense descendència va desencadenar una crisi successòria quan Ranuccio tenia 11 anys. Com a fill de la filla gran d'Eduard de Portugal, fill del rei Manuel I de Portugal, Ranuccio era segons l'antic costum feudal, l'hereu legítim al tron de Portugal. No obstant això la condició del seu pare d'aliat i súbdit del rei Felip II de Castella, també pretendent al tron, va fer que els seus drets no fossin reclamats convenientment.

## Duc de Parma
A la mort del seu pare, ocorreguda el desembre de 1592, fou nomenat duc de Parma. Durant el seu regnat el ducat es va annexionar els territoris de Colorno, Sala Baganza i Montechiarugolo.
Va portar a terme una renovació cultural de la ciutat de Parma, donant suport les arts i la construcció del Teatre Farnese, revitalitzant la universitat de Parma i ampliant les muralles de la ciutat. Així mateix finalitzà la construcció del Palau de la Pilotta, cort de la família Farnese. Ranuccio I, però, també és recordat per la seva crueltat: un exemple en fou l'execució pública de 100 residents de Parma sospitosos de conspirar contra ell.

## Núpcies i descendents
Es casà el 7 de maig de 1600 a la ciutat de Roma amb Margarida Aldobrandini, filla de Joan Francesc Aldobrandini i Olímpia Aldobrandini, neboda aquesta del papa Climent VIII. D'aquesta unió nasqueren:
- Alexandre Francesc Farnese (1602)
- Maria Farnese (1603)
- Alexandre Farnese (1610-1630)
- Odoard I de Parma (1612-1646), duc de Parma, casat amb Margarida de Mèdici
- Onorat Farnese (1613-1614)
- Maria Caterina Farnese (1615-1646), casada el 1631 amb Francesc I d'Este
- Maria Farnese (1618)
- Victòria Farnese d'Este (1618-1649), casada el 1648 amb Francesc I d'Este
- Francesc Maria Farnese (1620-1647), cardenal